# Мозелли, Эмиль
Эмиль Мозелли (фр. Émile Moselly; настоящее имя Эмиль Шенен — фр. Émile Chénin; 12 августа 1870, Париж, Франция — 2 октября 1918, похоронен в Шодне-сюр-Мозель) — французский писатель, лауреат Гонкуровской премии (1907).

## Биография
Эмиль Шенен родился в Париже, в Национальной библиотеке Франции, где его отец работал сторожем. С 1874 года Эмиль проживал в Лотарингии, в городе Шодне-сюр-Мозель, откуда происходил весь его род.
В 1891 году Шенен окончил лицей в Нанси и поступил на литературный факультет Лионского университета, который закончил в 1895 году. Преподавал в школах Монтобана, Орлеана (его учеником в частности был Морис Женевуа), а затем в парижском лицее имени Вольтера и лицее имени Пастера в Нейи-сюр-Сен. Вместе с Шарлем Пеги был среди первых авторов журнала «Cahiers de la quinzaine» (фр.) (этот журнал основал Пеги в 1901 году). Опубликовав в 1902 году роман «Братский рассвет», взял себе псевдоним Мозелли, под которым писал до конца жизни.
Произведения Мозелли посвящены преимущественно жизни в Лотарингии, где он часто бывал в родительском доме в Шодне-сюр-Мозель. В 1907 году получил Гонкуровскую премию за роман «Прялка из слоновой кости». Им написаны также романы «Жан де Бреби, или Книга нищеты» и «Земли Лотарингии».
2 октября 1918 писатель скоропостижно скончался от сердечного приступа между станциями Кемпер и Лорьян, возвращаясь поездом Кемпер — Париж с отдыха в Плобанналеку-Лесконили. Мозелли временно похоронили в Лорьяне, а 9 октября 1919 перезахоронили в Шодни-сюр-Мозель. На доме в этом городе (улица военачальника Фиатта) установлена мемориальная доска.
1949 року журнал «Этюд тулуаз» основал ежегодную премию имени Эмиля Мозелли для прозаических произведений, посвященных Лотарингии.
В 2007 году архив (рукописи и корректурные оттиски) Эмиля Мозелли его семья передала Муниципальной библиотеке города Нанси.